# Guy Cabanel (Autor)
Guy Cabanel (* 31. März 1926 in Béziers, Département Hérault) ist ein französischer Schriftsteller des Surrealismus.

## Leben und Wirken
Über die Exposition Internationale du Surréalisme machte Cabanel im Januar 1938 die Bekanntschaft mit André Breton. Er war sofort von dessen Écriture automatique begeistert und schloss sich den Surrealisten in Paris an. Dort lernte er auch Robert Lagarde (* 1928) kennen, der später dann viele Werke Cabanels illustrieren würde.
Neben Robert Lagarde arbeitete Cabanel auch mit Jean Benoît, Jorge Camacho, Adrien Dax, Jacques Lacomblez, Mimi Parent, Jean-Claude Silbermann, Toyen und Lucques Trigaut zusammen. Seine ersten Texte konnte Cabanel nach dem Zweiten Weltkrieg veröffentlichen. Dabei unterstützte ihn u. a. Jean Schuster, der ihm verschiedentlich Kontakte zu den Verlagen ermöglichte.
Guy Cabanel lehnte den Algerienkrieg samt zugehöriger Doktrin ab und gehörte im September 1960 zu den Unterzeichnern des Manifests der 121.

„La poésie surréaliste, c’est vous, Jean-Pierre Duprey et Guy Cabanel“

## Werke (Auswahl)
- À l’animal noir. L’éther vague, Paris 1992, ISBN 2-904620-36-2 (EA Paris 1958).
- Maliduse. Les loups sont fâchés, Paris 2009, ISBN 978-2-9534123-0-7 (EA Paris 1961).
- Odeurs d’amour. Losfeld, Paris 1969.
- Les fêtes sévères. Les Hauts-Fonds, Brest 2009, ISBN 978-2-9532332-2-3.
- Au fil du temps. Une idée de l’infini. Édition Ubacs, Rennes 1992, ISBN 2-905373-59-8.
- Les Charmes du chaos. Paris, Ab irato, 2019.